# Magic Carpet 2
Magic Carpet II: The Netherworlds est le second et dernier volet de la saga Magic Carpet (sans compter l'add-on du premier opus, Magic Carpet: Hidden Worlds). Son concept original, tant sur le plan scénaristique que graphique (exceptionnel pour l'époque), en a fait un jeu de tir subjectif innovant.
Malgré le fait que Magic Carpet 2 s'appuie beaucoup sur son prédécesseur pour son gameplay (la bande-son, les graphismes et les ennemis sont quasi identiques), les améliorations qui lui ont été ajoutées en font une suite plus abordable : aide en temps réel, scénario avec narrations, grande carte des niveaux, etc.
Depuis plusieurs années, les Magic Carpet sont disponibles au téléchargement sur Internet par le biais de l’abandonware. Étant donné l'ancienneté de la saga et pour le bon fonctionnement de celle-ci sur ordinateur sous les plateformes logicielles les plus récentes, une émulation DOS s'avèrera parfois nécessaire, comme avec DOSBox.